# Donji Korićani (Skender Vakuf, BiH)
Donji Korićani su naseljeno mjesto u općini Skender Vakuf, Republika Srpska, Bosna i Hercegovina.

## Povijest
Do potpisivanja Daytonskog mirovnog sporazuma bilo je dio istoimenog naseljenog mjesta u sastavu općine Travnik koja je ušla u sastav Federacije BiH.

## Stanovništvo
Nacionalni sastav stanovništva 2013. godine, bio je sljedeći:
ukupno: 89
- Srbi - 84
- Hrvati - 4
- ostali, neopredijeljeni i nepoznato - 1